# شعار الاتحاد السوفيتي
 شعار الاتحاد السوفيتي الحكومي (بالروسية: Государственный герб СССР) (نق: جوسيدارستفينيي جيرب إس إس إس إر)  اعتمد رسميا عام 1923 وظل مستخدما حتى تفكك الاتحاد السوفيتي عام 1991، وعلى الرغم من عدم مطابقته للمواصفات المتبعة في تصميم شعارات النبالة إلا انه يسمى "герб" (جيرب) بالروسية وهو المصطلح الذي يطلق على شعارات النبالة التقليدية.
لقد كانت أول شارة دولة (بصرف النظر عن الشعارات التي تم إنشاؤها سابقًا لـجمهوريات الاتحاد السوفيتي التأسيسية) التي تم إنشاؤها بالأسلوب المعروف باسم شعارات النبالة الاشتراكية، وهو أسلوب يظهر أيضًا في شعارات الاشتراكيين الآخرين دول مثل ألمانيا الشرقية وجمهورية الصين الشعبية.

## تاريخ الشعار

### الإصدار الأول (1923-1936)
| الإصدارات صالحة في السنوات: | الإصدارات صالحة في السنوات: |
| --------------------------- | --------------------------- |
|                             |                             |
| 1923–1931 6 لغات            | 1931–1936 7 لغات            |

تم اعتماد مشروع تصميم الإصدار الأول للشعار في السادس من يوليو عام 1923 خلال الاجتماع الثاني للجنة التنفيذية المركزية (CIK) للاتحاد السوفيتي وتم الانتهاء من التصميم في الثاني والعشرين من سبتمبر من العام نفسه وتم تضمين التصميم في دستور الاتحاد السوفيتي لعام 1924 وجاء نصه كالتالي: "الشعار الحكومي للاتحاد السوفيتي يتكون من مطرقة ومنجل مرسومان على كرة أرضية تطولها أشعة الشمس من أسفل ومحاط بسنابل القمح من كلا الجانبين ومكتوب تحته عبارة "يا عمال العالم اتحدوا" بست لغات؛ الروسية والأوكرانية والبيلاروسية والجورجية والأرمنية والأذرية بالإضافة إلى نجمة خماسية حمراء أعلى الشعار. الجدير بالذكر أن إيفان دوباسوف أشهر مصممي العملات النقدية والطوابع والأوسمة في الاتحاد السوفيتي قد لعب دورا بارزا في تصميم هذا الشعار.

### الإصدار الثاني (1936-1946)
| الشعار الصادر في السنوات: |
| ------------------------- |
|                           |
| 1936–1946 (11 لغة)        |

تم تعديل الشعار وفقا لدستور الاتحاد السوفيتي الصادر عام 1936 والذي نص على أن الاتحاد السوفيتي يتكون من إحدى عشر كيانا سياسيا ومن ثم تم إضافة خمسة أشرطة حمراء أخرى تحمل نفس العبارة المكتوبة على شعار الاتحاد السوفيتي بلغات الدول الخمسة المنضمة مؤخرا.

### الإصدار الثالث (1946-1956)
| الإصدارات الصالحة في السنوات: |
| ----------------------------- |
|                               |
| 1946–1956 16 لغة              |

وصل تعداد الجمهوريات السوفيتية الاشتراكية إلى ستة عشر دولة قبل فترة وجيزة من اندلاع معارك الحرب الوطنية الكبرى ومن ثم لم تكن هناك المساحة الكافية من الوقت لتعديل الشعار إلا بعد نهاية الحرب حيث أصدرت رئاسة مجلس السوفيت الأعلى في السادس والعشرين من يونيه عام 1946 قرارا بتمثيل جميع الدول الستة عشر المكونة للاتحاد السوفيتي في الشعار الحكومي للدولة، ومن ثم أصبحت عبارة «يا عمال العالم اتحدوا» مكتوبة بستة عشر لغة، كل منها على شريط أحمر، حيث تم إضافة اللغات الإستونية واللاتفية واللتوانية والمولدوفية والفنلندية بالإضافة إلى اللغات الإحدى عشر السابقة، كما تم تعديل العبارات المكتوبة باللغات الأذرية والتركمانية والأوزبكية والطاجيكية والكازاخية والقيرغيزية وذلك لتحول أسلوب كتابة هذه اللغات من الأبجدية اللاتينية إلى الأبجدية السيريلية.

### الإصدار الرابع (1956-1991)
| الشعار الصادر في السنوات: | الشعار الصادر في السنوات:                | الشعار الصادر في السنوات: |
| ------------------------- | ---------------------------------------- | ------------------------- |
|                           |                                          |                           |
| 1956–1991 15 لغة          | نسخة الختم المستخدمة في المواد المطبوعة. |                           |

عام 1956 تحولت جمهورية كاريليا الفنلندية السوفيتية الاشتراكية إلى جمهورية كاريليا الفنلندية السوفيتية الاشتراكية المحكومة ذاتيا (وهي أدنى درجات التقسيمات الإدراية السوفيتية) وعليه أصدرت رئاسة مجلس السوفيت الأعلى قرارا بإزالة الشريط الذي يحمل عبارة «يا عمال العالم، اتحدوا!» باللغة الفنلندية في الثاني عشر من سبتمبر عام 1956.
كما تم إجراء تعديل طفيف على العبارة المكتوبة بالبيلاروسية بموجب القرار الصادر عن رئاسة مجلس السوفيت الأعلى في الأول من إبريل عام 1958.
وعبارة «يا عمال العالم اتحدوا!» المكتوبة على الأشرطة الحمراء موزعة حول الشعار كالتالي:
| يسارا                                               |                                                         | يمينا                                            |
| بالتركمانية: Әхли юртларың пролетарлары, бирлешиң!  |                                                         | بالإستونية: Kõigi maade proletaarlased, ühinege! |
| بالطاجيكية: Пролетарҳои ҳамаи мамлакатҳо, як шавед! | بالأرمنية: Պրոլետարներ բոլոր երկրների, միացե'ք!         |                                                  |
| باللاتفية: Visu zemju proletārieši, savienojieties! | بالقيرغيزية: Бардык өлкөлөрдүн пролетарлары, бириккиле! |                                                  |
| باللتوانية: Visų šalių proletarai, vienykitės!      | بالمولدوفية: Пролетарь дин тоатe цериле, уници-вэ!      |                                                  |
| بالجورجية: პროლეტარებო ყველა ქვეყნისა, შეერთდით!    | بالأذرية: Бүтүн өлкәләрин пролетарлары, бирләшин!       |                                                  |
| بالأوزبكية: Бутун дунё пролетарлари, бирлашингиз!   | بالكازاخية: Барлық елдердің пролетарлары, бірігіңдер!   |                                                  |
| بالأوكرانية: Пролетарі всіх країн, єднайтеся!       | بالبيلاروسية: Пралетарыі ўсіх краін, яднайцеся!         |                                                  |
| بالروسية: Пролетарии всех стран, соединяйтесь!      |                                                         |                                                  |

## وصف الشعار
شعار الاتحاد السوفيتي يضم الرموز التي اشتهر بها هذا الكيان السياسي على مر العصور والمتمثلة في المنجل والمطرقة بالإضافة إلى النجمة الخماسية الحمراء موزعين فوق صورة للكرة الأرضية ومحاطين جميعا بلفتين من القمح تغطيهما عبارة «يا عمال جميع العالم اتحدوا!» مكتوبة بجميع اللغات الرسمية لجمهوريات الاتحاد السوفيتي في ترتيب معاكس للمنصوص عليه في دستور الاتحاد السوفيتي.
ولكل جمهورية سوفيتية اشتراكية وكل جمهورية سوفيتية اشتراكية محكومة ذاتيا شعارها الخاص وإن كان جميع تلك الشعارات تدور في فلك الشعار الرسمي للاتحاد السوفيتي نفسه من ناحية الشكل والتصميم.

## وصف العبارة
على الرغم من أن جميع الترجمات الإنجليزية لعبارة "Пролетарии всех стран, соединяйтесь" قد ترجمت كلمة "Пролетарии" والتي تعني "بروليتاريين إلى لفظ "Workers" أي "عمال"(وتم استخدامها في الكتب السوفيتيه المترجمه الي العربية بواسطة مترجمي دار التقدم السوفيتيه)
«إلا أن الترجمة العربية الرسمية للشعار والصادرة عن الاتحاد السوفيتي نفسه قد استخدمت كلمة» صعاليك«كنظير لمصطلح» بروليتاريين«و قد تم طبع هذا الشعار بنسخته العربية على العديد من أوراق النقد الصادرة عام 1919 عن جمهورية روسيا السوفيتية الاتحادية الاشتراكية خاصة تلك من فئة الخمسمائة والألف روبل.» تحتاج الي دليل مصور

## الإصدارات المختلفة للشعار

الإصدار الأول (1923–1936)
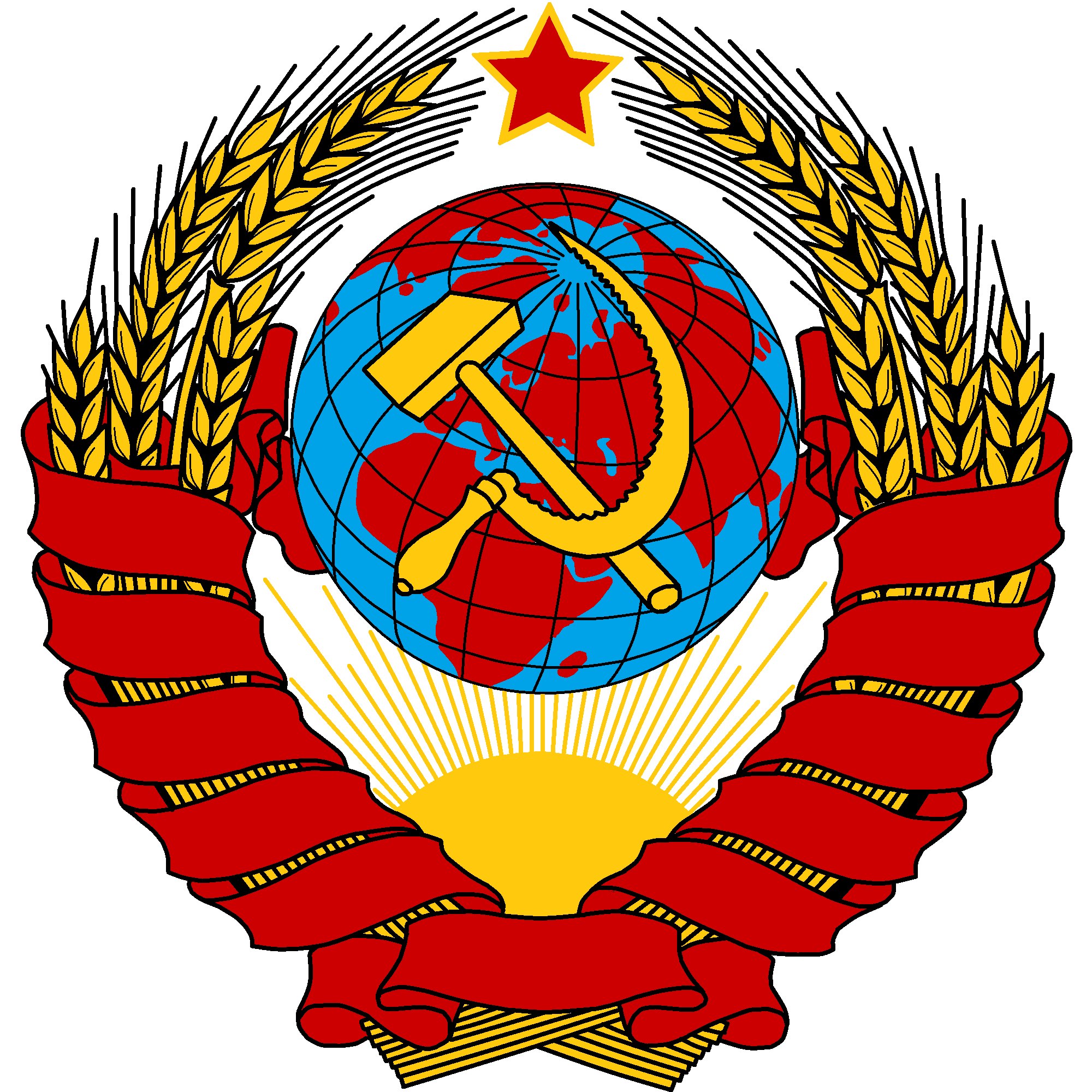
الإصدار الثاني (1936–1946)
الإصدار الثالث (1946–1956)
الإصدار الرابع (1956–1991)

## معرض الصور

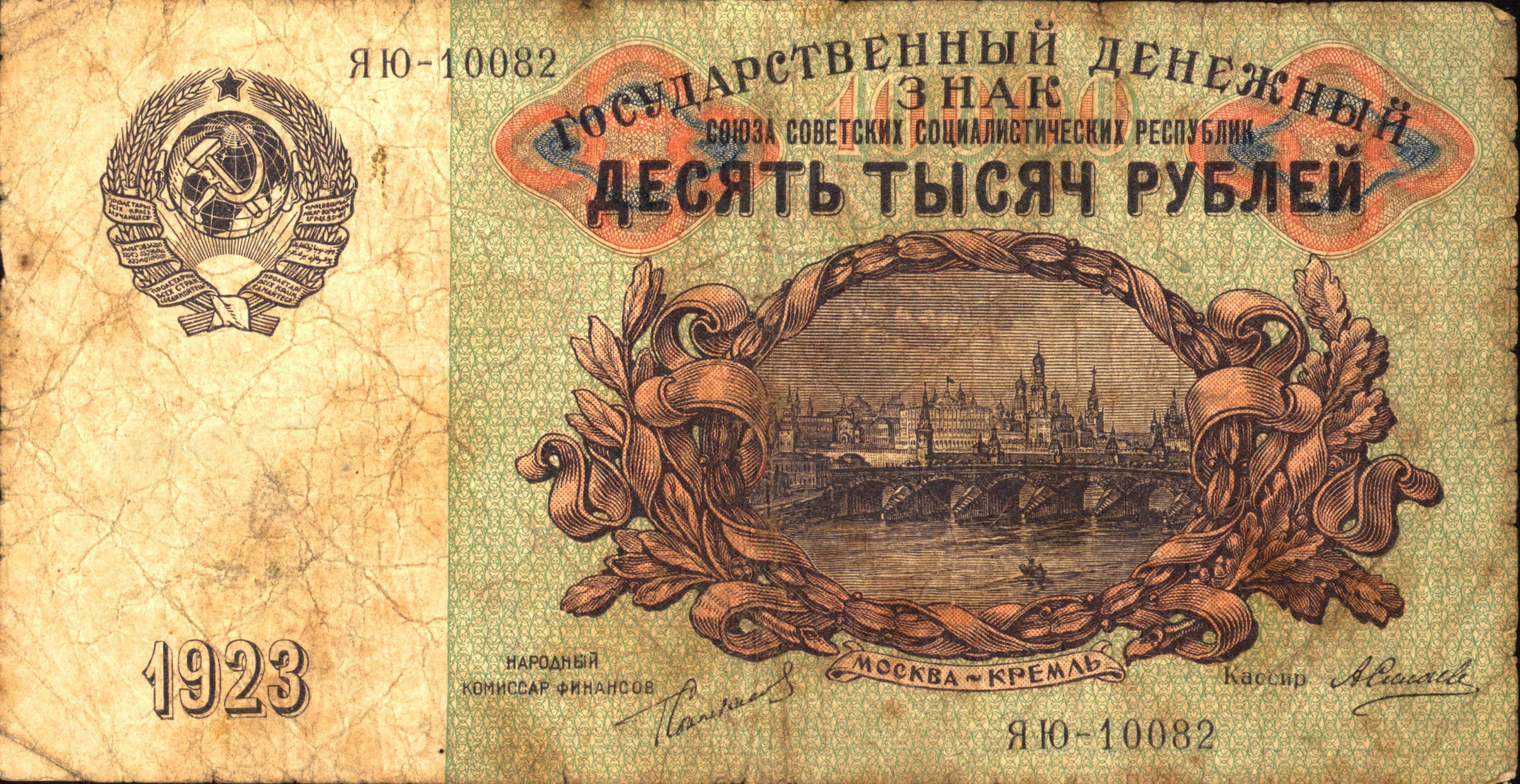
شعار على الورقة النقدية من فئة 10000 روبل، 1923
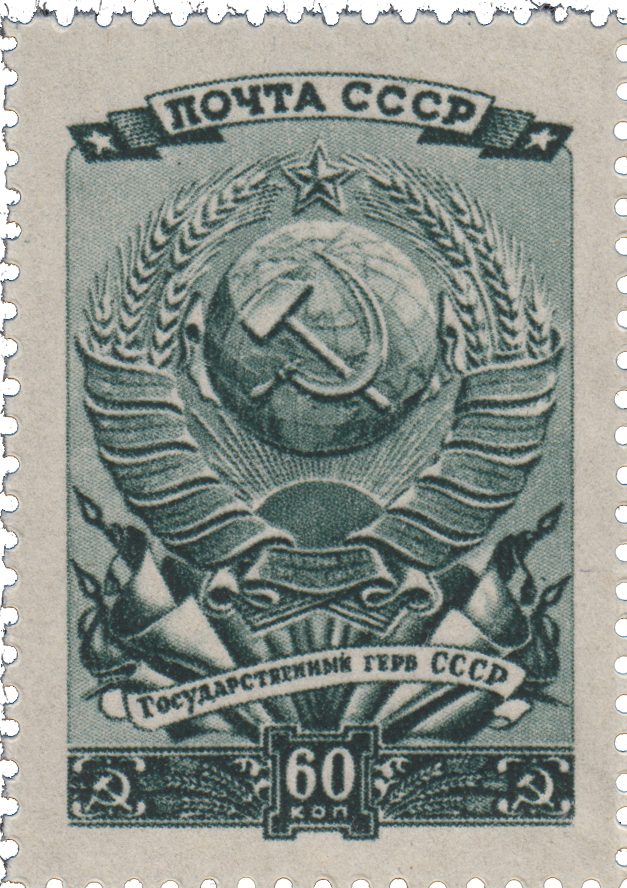
طابع بريدي عام 1946
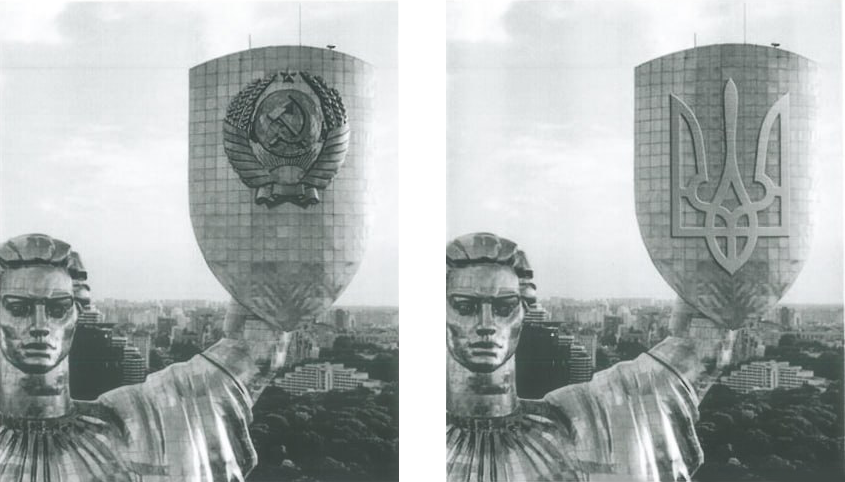
شعار اتحاد الجمهوريات الاشتراكية السوفياتية على نصب الوطن الأم في كييف (1981-2023)، تم استبداله بالتريزوب الأوكراني.
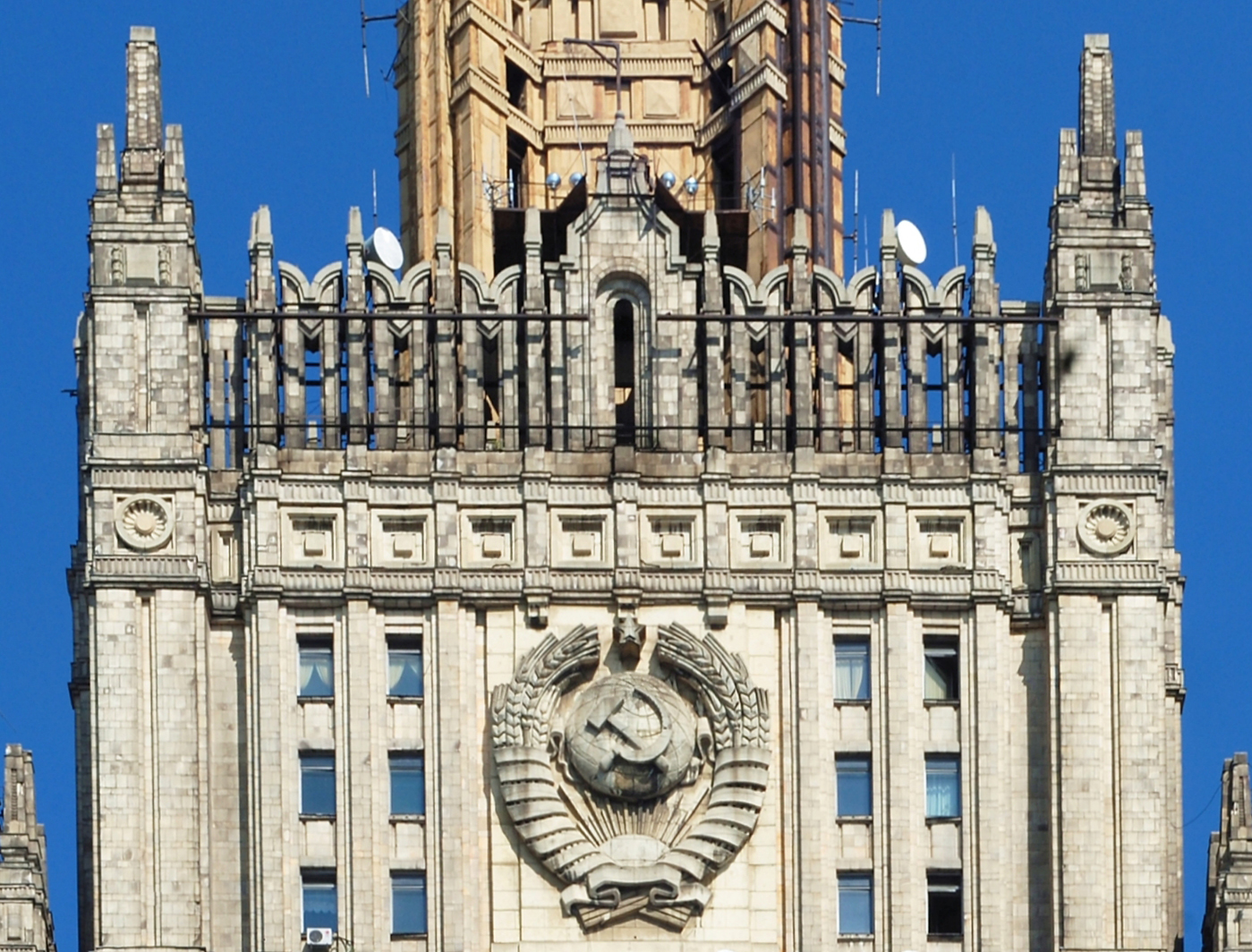
شعار الدولة السوفيتية على مبنى وزارة الخارجية الروسية، 2011.
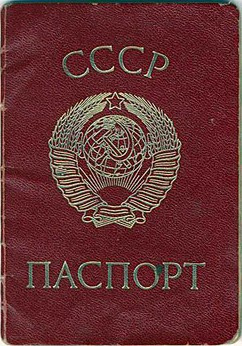
الغلاف جواز سفر الاتحاد السوفيتي لعام 1974.
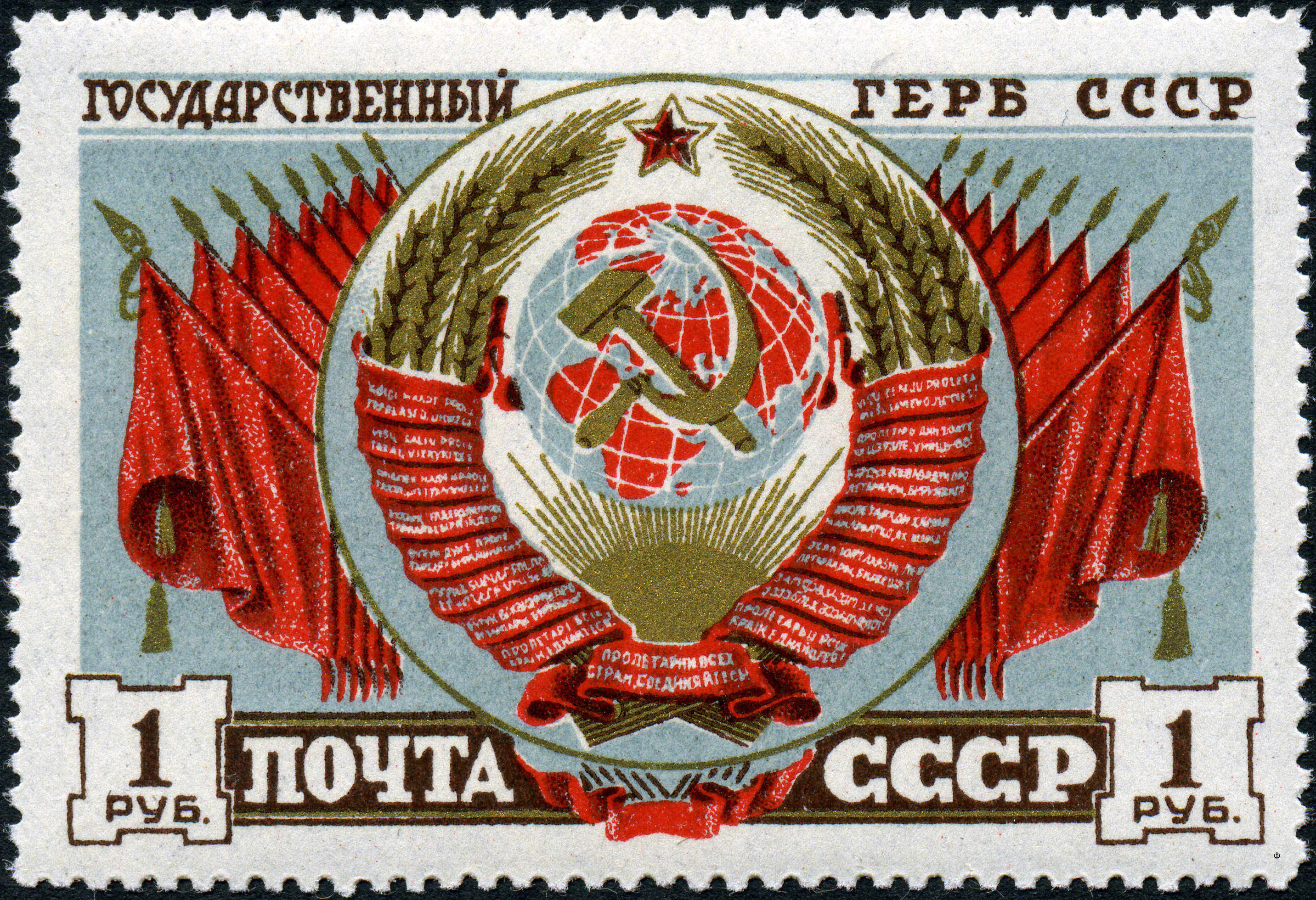
نسخة عام 1946 على طابع بريد سوفيتي